# Zeehaven van Brugge

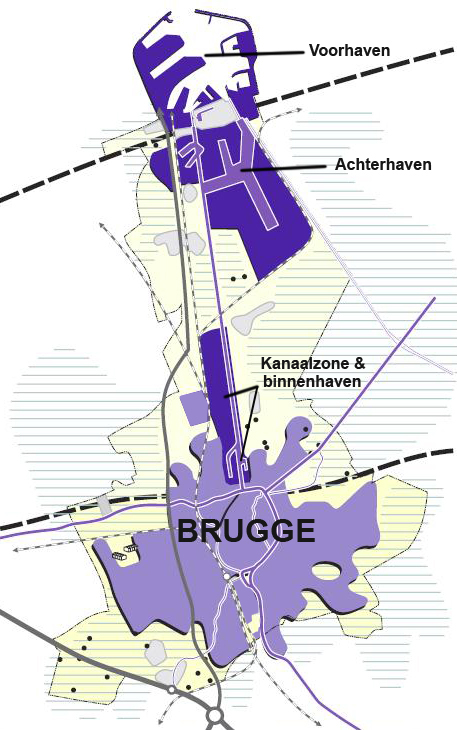
Brugge en het havengebied Brugge-Zeebrugge (donkerpaars)

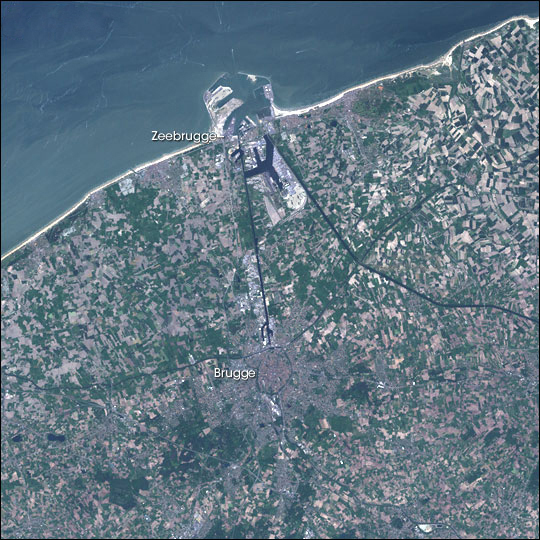
Satellietfoto van Brugge en de haven

De zeehaven van Brugge of haven van Zeebrugge is de op een na grootste haven in België (na Antwerpen). Het havencomplex wordt uitgebaat door de Maatschappij van de Brugse Zeehaven (MBZ). Deze is een autonoom publiekrechtelijk overheidsbedrijf met de stad Brugge als hoofdaandeelhouder.

## Algemeen
Zeebrugge is een polyvalente haven voor de behandeling van een brede waaier goederen: eenheidsladingen (trailers en containers), nieuwe wagens, conventioneel stukgoed, projectlading, droge en vloeibare bulkgoederen en aardgas. Van een pure transithaven is Zeebrugge uitgegroeid tot een centrum voor Europese distributie. Jaarlijks bezoeken ruim 8000 zeeschepen de haven en de overslag ligt al jaren rond de 40 miljoen ton. In 2019 boekte de haven een overslag van bijna 45,8 miljoen ton. De circa 320 bedrijven in het havengebied Brugge-Zeebrugge realiseerden in 2016 een directe toegevoegde waarde van bijna 1 miljard euro (cijfers van de Nationale Bank).
Het is een belangrijke Europese haven voor roroverkeer (16,5 miljoen ton in 2019) en de belangrijkste haven ter wereld voor de import en export van nieuwe wagens. In 2019 werden 2,96 miljoen eenheden behandeld, verdeeld over 1,46 miljoen eenheden invoer en 1,5 miljoen stuks uitvoer. De haven wordt gebruikt voor de overslag van containers en trailers (zowel gewone containers als TEU's – 1,7 miljoen in 2019) en de overslag van rollen papier uit Zweden en Finland, waarvoor er zich een grote papierterminal bevindt.
Als belangrijke Europese aardgashaven bevinden er zich tevens grote gasterminals, die aardgas in gasvorm aangevoerd krijgen vanuit de Troll-aardgasvelden voor de kust van Noorwegen via de 814 km lange Zeepipe onder de Noordzee, en in vloeibare vorm (lng) via methaantankers vanuit diverse herkomsten (Australië, het Midden-Oosten, Afrika en Rusland). Tot slot hebben overige stukgoederen alsook stortgoederen nog een klein aandeel in het overslagvolume.
Voorts is Zeebrugge in België koploper als passagiers- en cruisehaven. Zeebrugge heeft ook een vissershaven (de grootste van België, gevolgd door Oostende en Nieuwpoort), een jachthaven en een marinebasis (Kwartier Marinebasis Zeebrugge). Op de rechterhavendam staat er een groot windmolenpark.
De belangrijkste functies van de haven zijn:
- snelhaven voor het intense roroverkeer tussen continentaal Europa, Groot-Brittannië, Scandinavië en Zuid-Europa;
- Europese hubhaven voor de auto-industrie;
- containerhaven met een nautische toegankelijkheid voor de grootste containerschepen die op dit moment in de vaart zijn (2018: +20.500 TEU);[1]
- aanvoer van lng (aardgas) en andere energieproducten;
- aanvoer van groenten, fruit en andere landbouwproducten;
- behandelen van conventionele stukgoederen en projectlading;
- vervoer van passagiers;
- organisatie van Europese distributie voor diverse goederen.

Bijna 10.000 personen zijn rechtstreeks tewerkgesteld in de havenzone Brugge-Zeebrugge. Indirect worden nog eens zoveel personen tewerkgesteld.
| Jaar | Zeeschepen | Totaal ladingoverslag | waarvan Containers | idem roro |
| 1965 | 2280       | 2,2                   |                    |           |
| 1975 | 7452       | 12,1                  |                    |           |
| 1985 | 9956       | 14,2                  |                    |           |
| 1995 | 10396      | 30,6                  |                    |           |
| 2005 | 8555       | 34,6                  | 15,6               | 11,8      |
| 2010 | 8863       | 49,6                  | 26,4               | 12,4      |
| 2011 | 8351       | 47,0                  | 22,7               | 13,1      |
| 2012 | 7797       | 43,5                  | 20,3               | 12,5      |
| 2013 | 7651       | 42,8                  | 20,4               | 12,5      |
| 2014 | 7720       | 42,5                  | 20,5               | 13,0      |
| 2015 | 7888       | 38,3                  |                    |           |
| 2016 | 8467       | 37,8                  |                    |           |
| 2017 | 8427       | 37,1                  | 15,4               | 15,0      |
| 2018 | 8405       | 40,1                  | 15,2               | 15,9      |
| 2019 | 8395       | 45,8                  | 16,2               | 16,5      |
| 2020 | 6830       | 47,0                  | 17,9               | 14,9      |
| 2021 | 7243       | 49,2                  | 20,4               | 14,8      |
| 2022 | 7548       | 54,9                  | 19,9               | 16,2      |

Binnen de reeks van havens tussen Le Havre en Hamburg had Zeebrugge in 2016 een marktaandeel van 3,1%. Bij de overslag van vloeibaar aardgas had Zeebrugge de grootste overslag van deze havens, en bij het roro-verkeer is Zeebrugge de derde haven, na Rotterdam en Duinkerke.

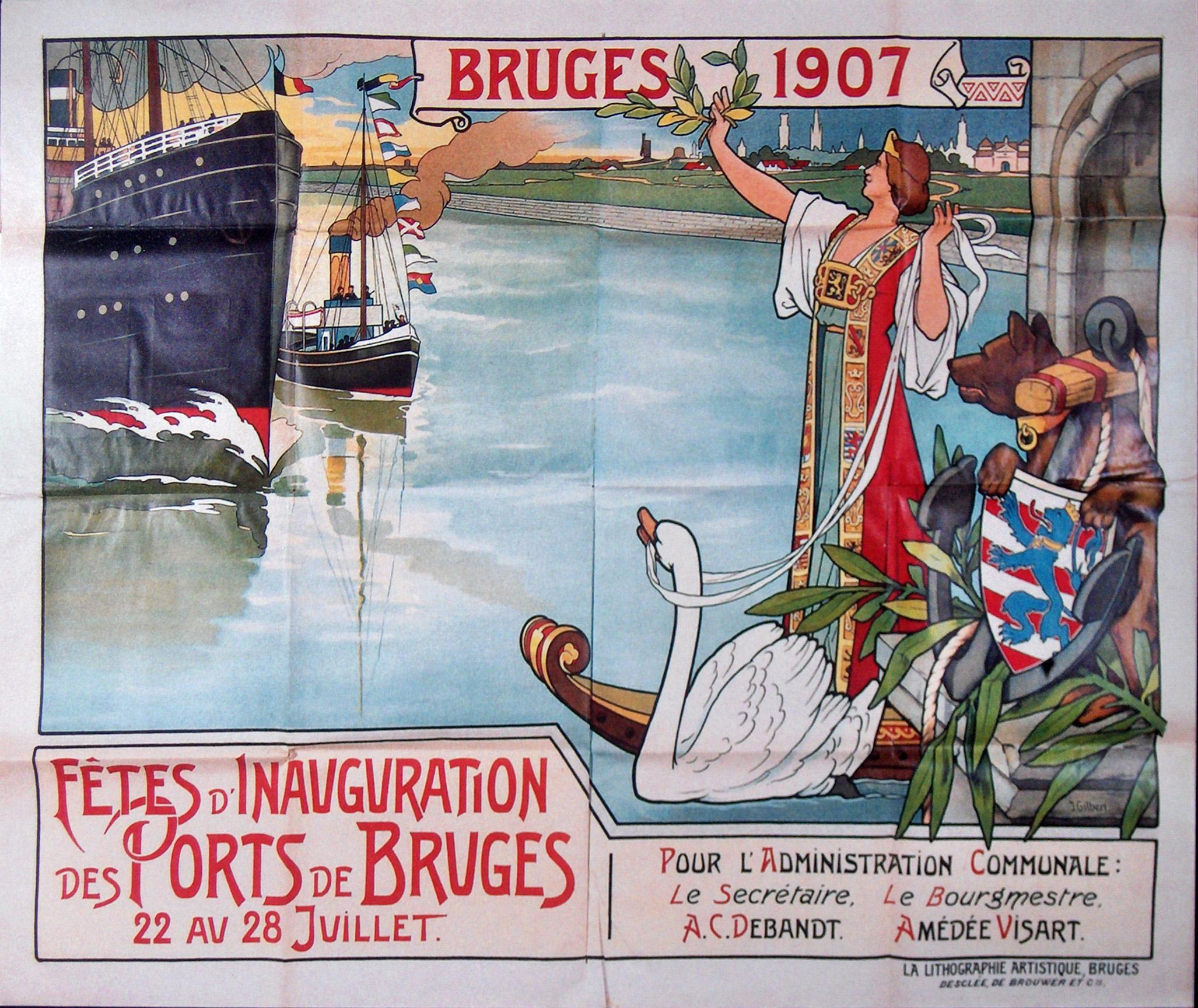
Affiche van de inwijdingsfeesten van de nieuwe Brugse haven in 1907.

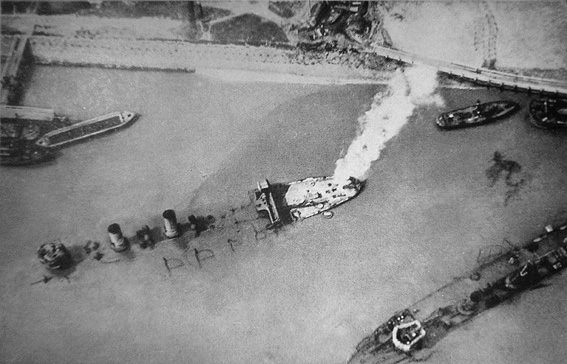
1918: de Intrepid en Iphigenia blokkeren de havenmond.

## Geschiedenis
Het idee van een zeehaven in Brugge ging leven door een publicatie van waterbouwkundig ingenieur August de Maere, D'une communication directe de Bruges à la mer (1877). De Maere was schepen van Openbare Werken van de stad Gent en had met zijn brochure vooral de bedoeling zijn eigen stad opnieuw met de zee te verbinden, maar zijn project kende in Gent weinig bijval. In Brugge echter schaarde iedereen zich achter het idee. Ook koning Leopold II was een sterke voorstander van een nieuwe zeehaven op de kust. België moest inspelen op de eerste maritieme revolutie waarbij de zeilschepen geleidelijk aan vervangen werden door de stalen stoomschepen die veel groter waren. In 1891 installeerde de Belgische regering de Commission Mixte de Bruges Port de Mer, die een wedstrijd uitschreef voor het bouwen van een zeehaven in Brugge met een uitweg naar de zee langs Heist.
Op 1 juni 1894 werd een overeenkomst afgesloten tussen de Belgische Staat, de stad Brugge en de Heren Louis Coiseau en Jean Cousin, waarin de voorwaarden werden vastgelegd betreffende de bouw en de uitbating van de nieuwe haven. Deze zou uit drie onderscheiden delen bestaan: een voorhaven aan de Belgische kust (deze plaats werd "Zeebrugge" genoemd, hetgeen betekent "Brugge-aan-de-Zee"), een zeekanaal vanaf de voorhaven naar Brugge, en een binnenhaven in Brugge zelf, gelegen ten noorden van de stad. Deze overeenkomst werd op 11 september 1895 goedgekeurd door het parlement en als wet bekrachtigd. De wet werd gepubliceerd in het Belgisch Staatsblad van 13 september 1895. De werken voor de bouw van de haven werden uitgevoerd door de Compagnie des Installations maritimes de Bruges. Deze maatschappij was binnen drie maanden na de goedkeuring van de overeenkomst door het parlement opgericht door de heren Coiseau en Cousin op 25 november 1895. Het kapitaal werd voor 50% onderschreven door de Stad Brugge, de overige 50% door de heren Coiseau en Cousin en door andere private personen. De bouw van de haven werd dus door de M.B.Z. uitgevoerd en de M.B.Z. verkreeg ook de concessie voor het beheer en de uitbating van het nieuwe havencomplex. De uitvoering van de werken startte vanaf 1896 en liep tot 1907.
In 1906 was de spoorlijn van Brugge naar Zeebrugge haven en Heist gereed. Het spoor liep en loopt door tot op de havendam die de zee ingaat. Tot 1908 werd de lijn gekruist door de spoorlijn Blankenberge-Heist. Na de opheffing van dat deel ging de tram over de oude spoorbaan rijden; de NMVB-tramlijn Oostende-Blankenberge werd verlengd naar Heist. Dat is nu de moderne Kusttramlijn. Er was ook een zijlijn de havendam op, naast het treinspoor. Sinds 1955 is dit de enige tramlijn in de gemeente Brugge, maar wel ver buiten de stad.
In de Eerste Wereldoorlog was de haven een toegangspoort tot de Noordzee voor Duitse onderzeeërs, die in Brugge onder betonnen schuilplaatsen lagen. Bij een gedurfde actie blokkeerden de Britten in de nacht van 22 op 23 april 1918 de havenmond. Onder dekking van een rookgordijn ontscheepte de kruiser Vindictive mariniers op de havendam terwijl in haar zog twee kleinere, met beton geladen schepen de havengeul binnenvoeren en zich lieten zinken, waarna motorboten de bemanning in veiligheid brachten. Ondanks het ontkomen van de Vindictive, was de tol van de operatie hoog: van de ongeveer 1700 Britten lieten er 200 het leven, 400 raakten gewond en 19 werden gevangen genomen. Het resultaat was mager, want na de afbraak van twee pieren konden de Duitse duikboten bij hoog tij langs de blokkerende schepen varen. De wrakken werden pas in 1921 gelicht.
Op 6 maart 1987 voer uit de haven de Herald of Free Enterprise uit voor de ferryverbinding met Dover, uitgebaat door Townsend Thoresen. Het schip zonk 1 kilometer uit de kust waarbij 193 opvarenden het leven lieten. Naast de kerk, bij tramhalte Zeebrugge Kerk, is hiervoor een monument opgericht.
Eind 2020 werd de P&O-veerdienst tussen Zeebrugge en Hull, die bestond sinds 1974, opgeheven. Hiermee verdween de laatste ferryverbinding tussen België en het Verenigd Koninkrijk.
Op 12 februari 2021 kondigden Port of Antwerp en de Maatschappij van de Brugse Zeehaven een fusie aan. Ze gaan samen verder onder de naam Port of Antwerp Bruges. Al in 2019 waren er plannen om met elkaar in zee te gaan.

## Structuur van de haven
Sinds de grootschalige uitbouw tot een diepzeehaven, beëindigd in 1985, bestaat de haven, die anno 2020 een oppervlakte van ca. 3400 ha beslaat, uit drie delen:
De voorhaven
De voorhaven is op de zee gewonnen en beschermd door twee strekdammen van meer dan 4 km lengte. Door de directe toegang vanuit zee en de grote waterdiepte is de voorhaven bijzonder geschikt voor het snelle roll-on/roll-off- en containerverkeer. Ook de schepen met vloeibaar aardgas leggen hier aan. Deze schepen transiteren niet door de sluizen. Ook de Marinebasis Zeebrugge is hier gelegen.
De achterhaven
Via de Pierre Vandammesluis (1985) en de Visartsluis (1905) varen schepen naar de achterhaven. De achterhaven omvat drie grote dokken, het Verbindingsdok, het Noordelijk Insteekdok en het Zuidelijk Insteekdok, waarrond terminals met logistieke centra zijn gevestigd voor de behandeling, opslag en distributie van enerzijds nieuwe wagens en anderzijds voedingswaren zoals groenten, fruit, fruitsappen, vis, vlees en koffie. Deze ladingen krijgen in Zeebrugge dus een toegevoegde waarde.
Rond het Oud Ferrydok en het Prins Filipsdok is voornamelijk industrie gevestigd. Net ten westen hiervan bevindt zich de 'Transportzone Zeebrugge', die transportbedrijven en logistieke dienstverleners huisvest.
In de achterhaven werden in de periode van 2021 tot 2025 de 8 tunnelelementen voor de zinktunnel van de Oosterweeltunnel gebouwd in een droogdok. Elk tunnelelement is 160 meter lang, 42 meter breed, 10 meter hoog en ca. 60 000 ton zwaar. Na voltooien van de elementen wordt het dok onder water gezet en kunnen de elementen, drijvende, met behulp van sleepboten naar Antwerpen worden gesleept.
De aanleg van dit bouwdok kaderde in de verbreding van het Bouwdewijnkanaal en de bijhorende havenuitbreiding en betrof een samenwerking tussen de Beheersmaatschappij Antwerpen mobiel (bouwheer van de Oosterweelverbinding ) en Haven van Antwerpen-Brugge.
De kanaalzone en binnenhaven
Via het Boudewijnkanaal varen schepen naar de binnenhaven van Brugge. Hier wordt het stedelijk gebied bediend met bulk- en conventionele ladingen. Voorts bestaat dit havendeel grotendeels uit industriegebied (Herdersbrug).

### Dokken
Voorhaven:
- Albert II-dok
- Brittanniadok
- Leopold II-dok
- LNG-dok
- 1ste Militair dok
- 2de Militair dok
- Prins Albertdok
- Tijdok
- Wielingendok

Achterhaven:
- Noordelijk Insteekdok
- Oud Ferrydok
- Prins Filipsdok
- Verbindingsdok
- Zuidelijk Insteekdok

Binnenhaven:
- Groot Handelsdok (ook 'Emile Cousindok')
- Klein Handelsdok (ook 'Nyssens Hartdok')
- Nijverheidsdok (ook 'Pierre Vandammedok')
- Van Nieuwenhuysedok
- Handelskom

#### Jachthaven
De jachthaven van Zeebrugge bevindt zich in het Prins Albertdok (en een stukje van het aangrenzende Tijdok), naast het centrum van Zeebrugge. In 2023 startten rond deze dokken werken voor onder andere een keermuur,  een stormmuur en mobiele keringen tegen overstromingen.

### Sluizen
- Boudewijnsluis (Emile Cousindok ↔ Vlotkom)
- Pierre Vandammesluis (Voorhaven ↔ Achterhaven (Verbindingsdok))
- Visartsluis (Voorhaven ↔ Achterhaven (Boudewijnkanaal))

De haven van Brugge telt relatief weinig sluizen, omdat een groot deel van de haven, namelijk de voorhaven met haar twee strekdammen, als getijdenhaven in zee ligt.
Het is vooropgesteld dat de te klein geworden Visartsluis in de toekomst wordt afgebroken en vervangen door een zogenaamde 'open getijzone' en een nieuwe zeesluis. Deze laatste komt dieper naar het binnenland toe, ongeveer ter hoogte van de Carcokesite. De beslissing viel na openbaar onderzoek door de Vlaamse Regering in mei 2019.

## Zeebrugge als containerhaven
Het begin van het containertijdperk voor Zeebrugge startte in 1965 onder invloed van de Britse spoorwegen. In 1966 besloot het Ministerie van Openbare Werken om een aanlegkade te bouwen in de voorhaven nabij de Visartsluis, vanwege het positieve resultaat van de spoorwegen. Verschillende transportlijnen kwamen hierna tot stand, o.a. Zeebrugge-Helsinki.
Op 10 juni 1971 werd de Ocean Containerterminal Zeebrugge (OCHZ) officieel ingehuldigd.
De intercontinentale containertrafieken kwamen op gang in de jaren 90 door tal van nieuwe klanten, met nieuwe dokken tot gevolg:
- Canadese rederij Cast: bouw van Cast Europe Terminal (1991).
- Seaport Terminals/Katoen Natie: bouw van Flanders Container Terminal (1995).
- Nieuw dok: Containerkaaimuur in de westelijke voorhaven nabij het geplande Albert II-dok.

De Franse rederij CMA CGM kwam in 1997 naar Zeebrugge en heeft haar uitgebouwd tot een van haar belangrijkste aanloophavens van Noord-West-Europa. CMA CGM is samen met PSA aandeelhouder van OCHZ. Aan de noordzijde van het Albert II-dok bouwt PSA inmiddels een nieuwe containerterminal.
In 2004 kreeg APM Terminals (dat deel uitmaakt van de Deense A.P. Møller-Mærsk Group) een vergunning toegereikt om de zuidzijde van het Albert II-dok, kaai 120/121, te moderniseren tot een operationele diepwaterterminal, geschikt om Ultra Large Container Ships (ULCS, zoals Emma Maersk en CMA CGM Marco Polo) te behandelen.

## Terminals
(07/2015)
| Terminal                                             | Type                                                             |
| ---------------------------------------------------- | ---------------------------------------------------------------- |
|                                                      |                                                                  |
| Voorhaven                                            |                                                                  |
| PSA Wielingen                                        | papierterminal                                                   |
| Zeebrugge International Port                         | diepzeecontainerterminal                                         |
| Container Handling Zeebrugge (CHZ)                   | diepzeecontainerterminal                                         |
| Verbrugge Terminals Zeebrugge                        | breakbulkterminal                                                |
| CSP Zeebrugge Terminal                               | diepzeecontainerterminal                                         |
| P&O Ferries                                          | roro-terminal                                                    |
| DFDS Seaways                                         | roro-terminal                                                    |
| Fluxys - LNG Terminal (methaanterminal)              | terminal voor vloeibaar aardgas                                  |
| C.RO Terminal Brittaniadok, Hermeskaai, Minervaplein | roro-terminal                                                    |
| C.RO Terminal Zweedse Kaai                           | roro-terminal                                                    |
| Euroservices NV                                      | terminal voor het spoelen van gastankers                         |
| Achterhaven                                          |                                                                  |
| ICO Terminals Noordelijke Insteekdok                 | roro-terminal voor nieuwe wagens en breakbulk                    |
| ICO Terminals Bastenakenkade                         | roro-terminal voor nieuwe wagens                                 |
| Sea-Invest, Belgian New Fruit Wharf                  | terminal voor stukgoed                                           |
| Sea-Invest, Flanders Cold Center - Tropicana         | terminal voor stukgoed verpakkingsinstallatie voor fruitsappen   |
| Tate & Lyle Molasses                                 | terminal voor melasse                                            |
| Vlaamse Visveiling                                   | conventioneel                                                    |
| Zeebrugge Food Logistics                             | koelloodsen voor voeding                                         |
| Hanson Aggregates                                    | zand- en grintterminal                                           |
| Borlix                                               | terminal voor agro-producten                                     |
| Decloedt Baggerwerken                                |                                                                  |
| Wallenius Wilhelmsen Logistics                       | roro-terminal voor nieuwe wagens                                 |
| C.RO Terminal Canadakaai                             | roro-terminal voor nieuwe wagens                                 |
| Fluxys - piekbesnoeiingsinstallatie                  | terminal voor stockage van vloeibaar aardgas                     |
| Gassco                                               | terminal voor de gaspijpleiding "Zeepipe" vanuit Noorwegen       |
| Toyota                                               | dedicated autoterminal                                           |
| CdMZ                                                 | roro-terminal voor nieuwe wagens                                 |
| Seabridge/Efico                                      | terminal voor opslag van ongebrande koffie                       |
| Bridgestone Logistics                                | terminal voor stockage van banden                                |
| Progeco                                              | containerdepot aan de Jozef Verschaeveweg                        |
| Transportzone Zeebrugge                              |                                                                  |
| Interconnector                                       | terminal voor gaspijpleiding "Interconnector" vanuit Bacton (UK) |
| European Container Services ECS                      | intermodaal transport en logistiek                               |
| Middlegate Europe                                    | intermodaal transport en logistiek                               |
| H.Essers                                             | intermodaal transport van tankcontainers                         |
| North Sea Express                                    | internationaal transport                                         |
| Britlink                                             | internationaal transport                                         |
| Kanaalzone en binnenhaven                            |                                                                  |
| Nieuwpoortse Handelsmaatschappij                     | zand- en grintterminal                                           |
| Alzagri                                              | zand- en grintterminal                                           |
| Hanson                                               | zand- en grintterminal                                           |
| Seaport Shipping & Trading                           | terminal voor stukgoed, projectlading en bulklading              |
| Minne Port Services                                  | terminal voor stukgoed, projectlading en bulklading              |
| Beveco                                               | turf- en veenterminal                                            |
| Galloo Brugge                                        | recyclageterminal                                                |
| Flanders Ship Repair / Longueville                   | scheepsherstelling                                               |
| Marpos                                               | afvalverwerking                                                  |
| Tomar Kolen                                          | kolenterminal                                                    |
| ABN Transport                                        | uitzonderlijk vervoer                                            |
| Solid                                                | houtterminal                                                     |

## Afbeeldingen

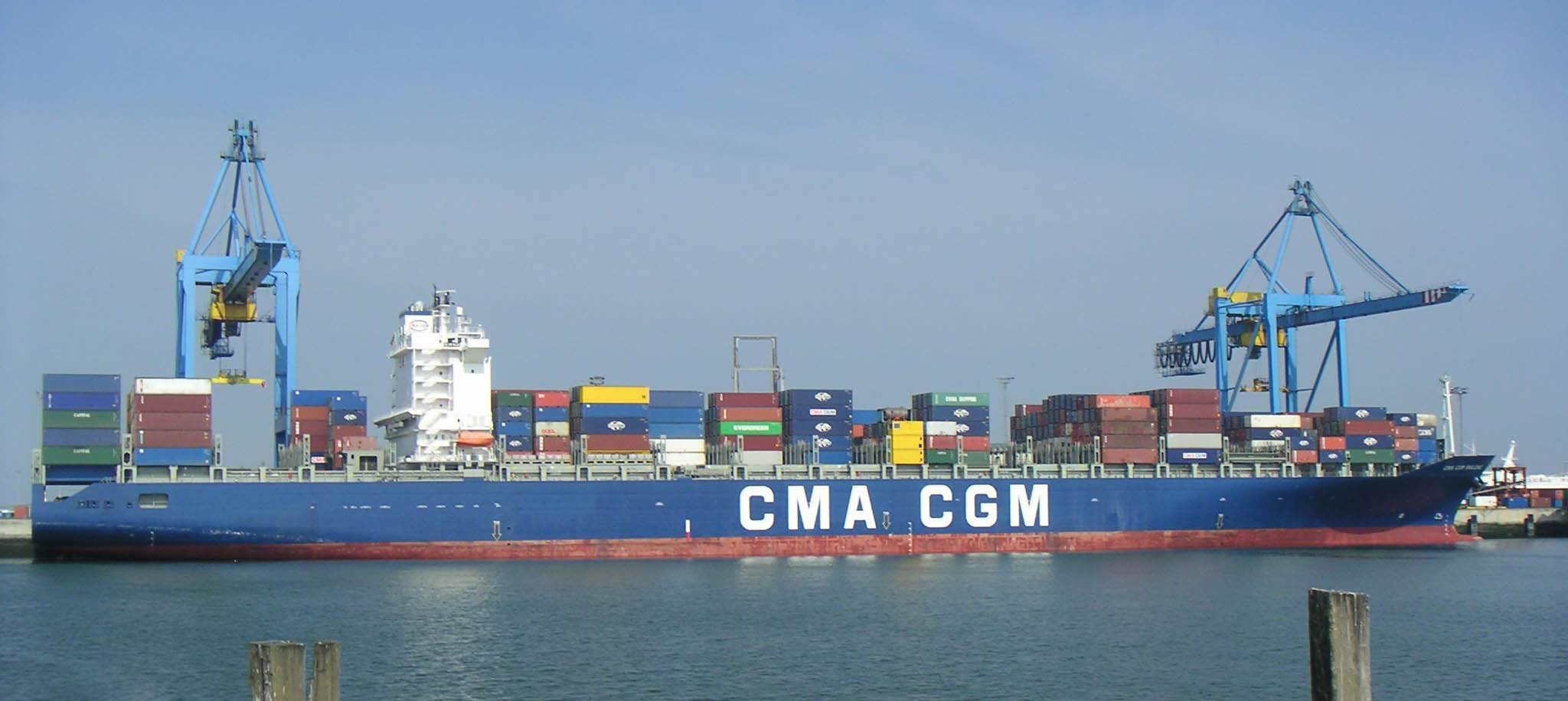
Containerschip CMA CGM BALZAC in de PSA HNN-terminal.
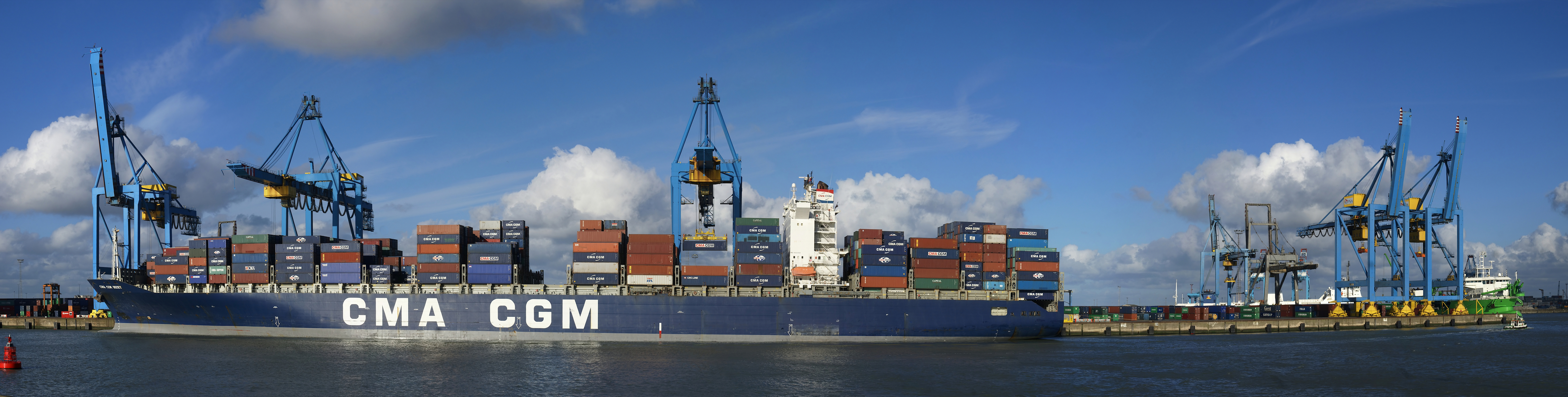
Containerschip CMA CGM BIZET in de PSA HNN-terminal.
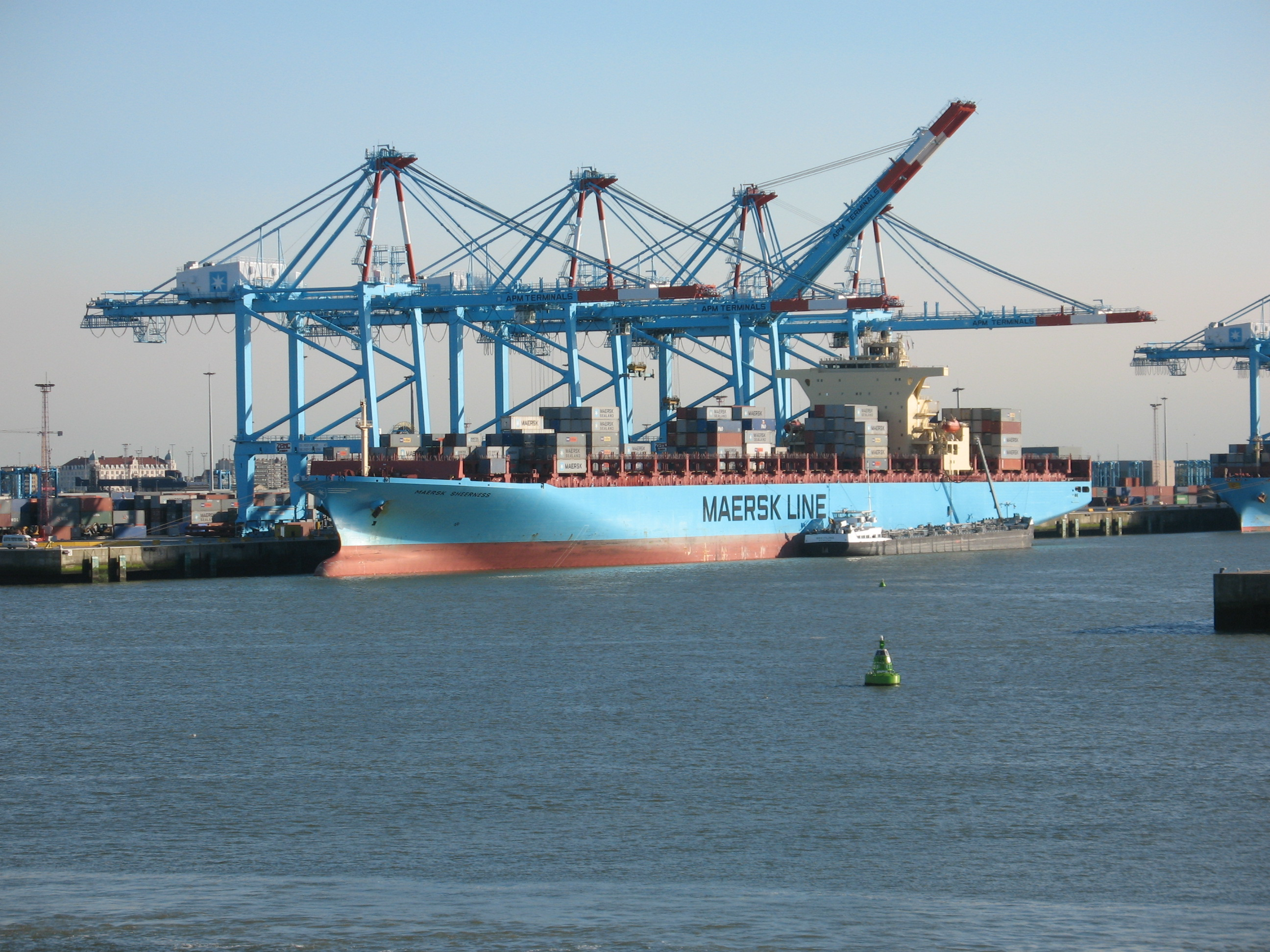
Mærsk containerschip in behandeling in de voorhaven.
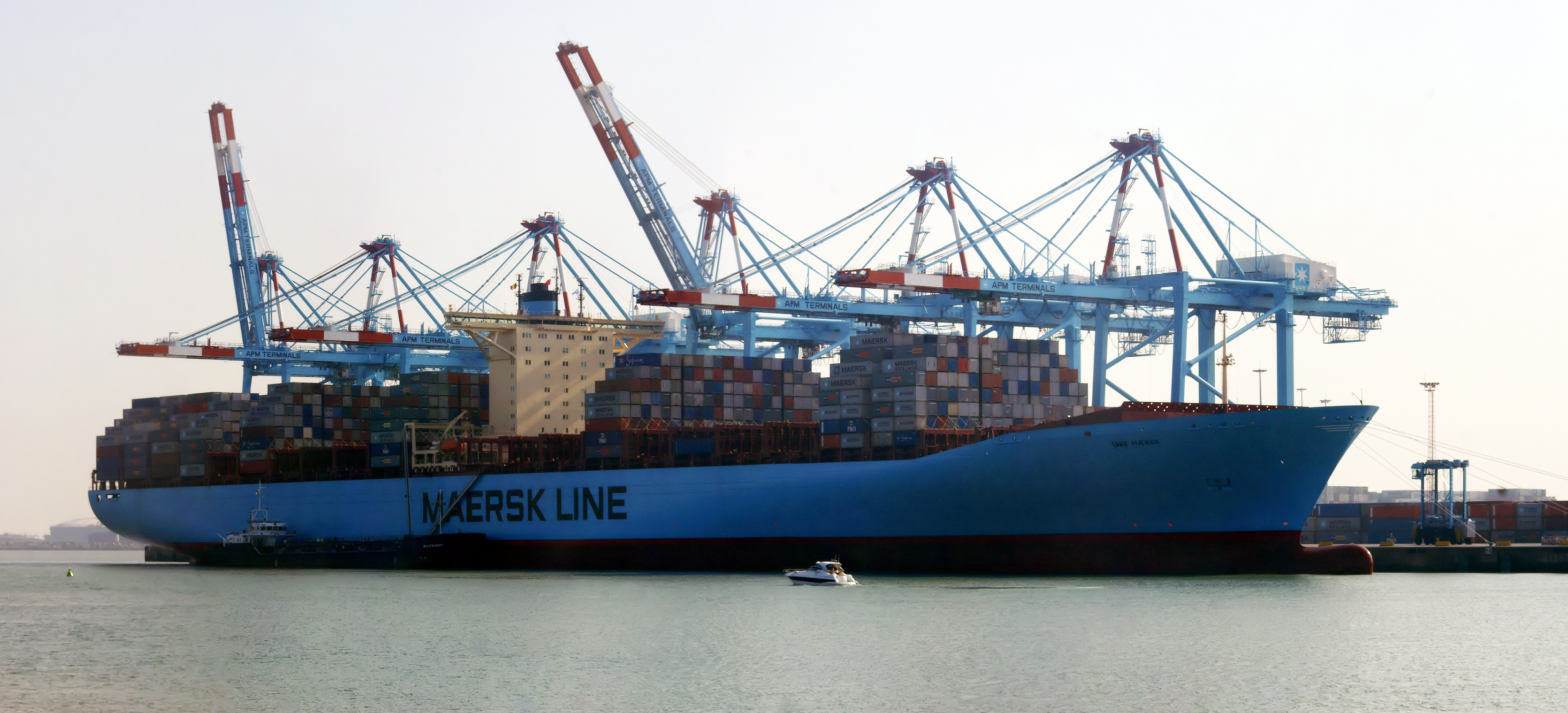
De Elly Mærsk in het Albert II-dok in de voorhaven.
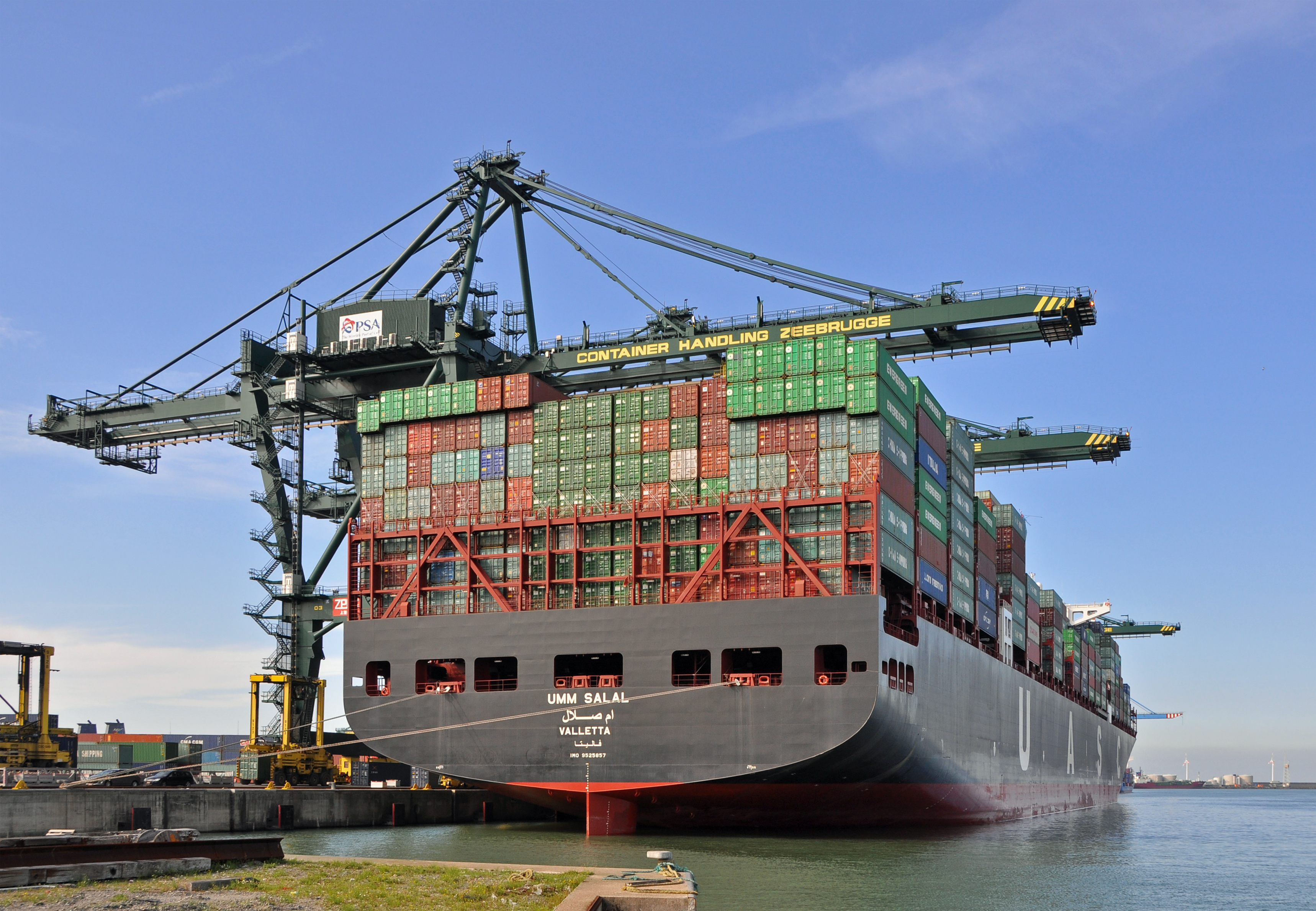
Containerschip UMM SALAL van de rederij UASC in de CHZ terminal.
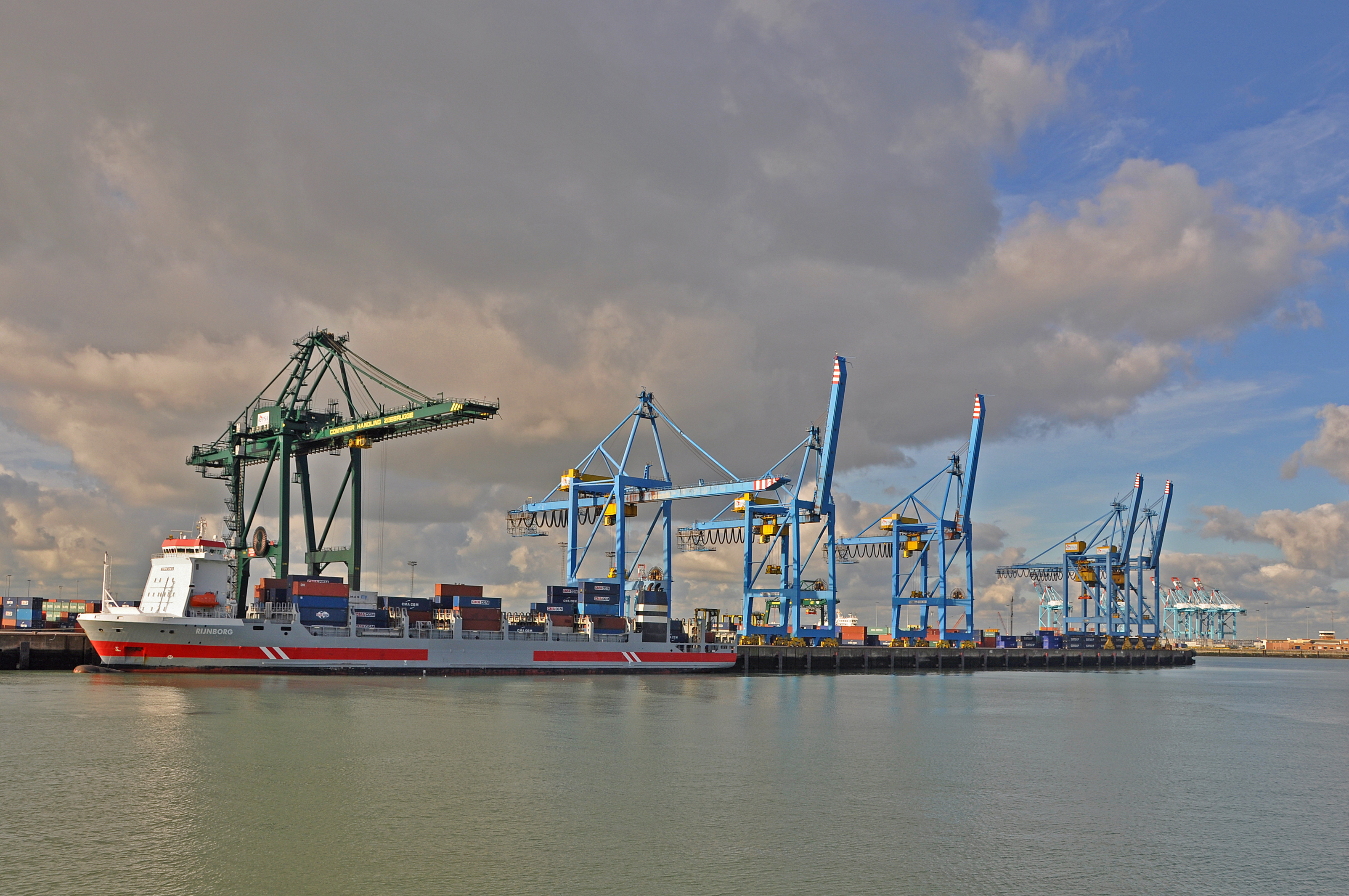
CHZ-terminal in de voorhaven.
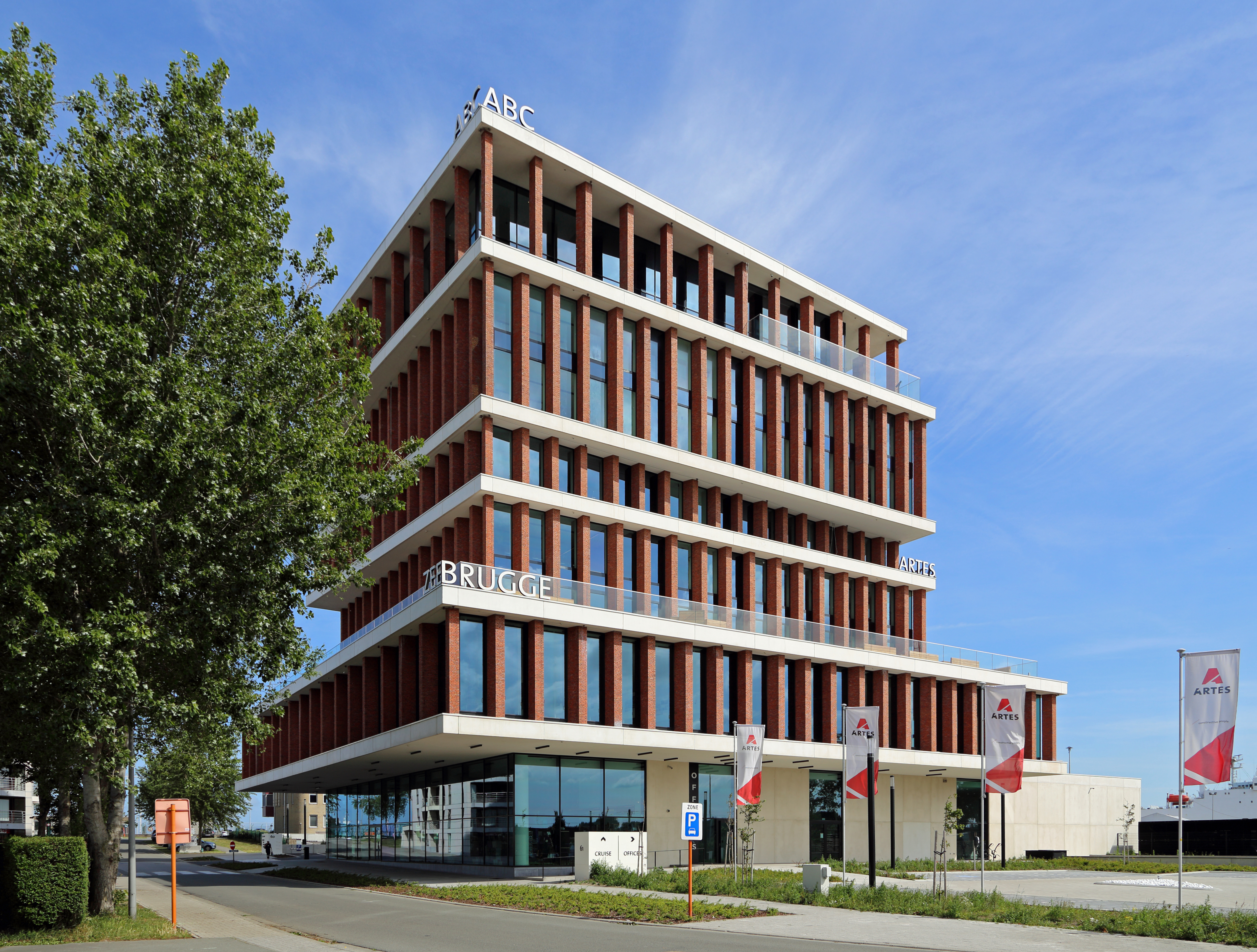
Cruiseterminal.
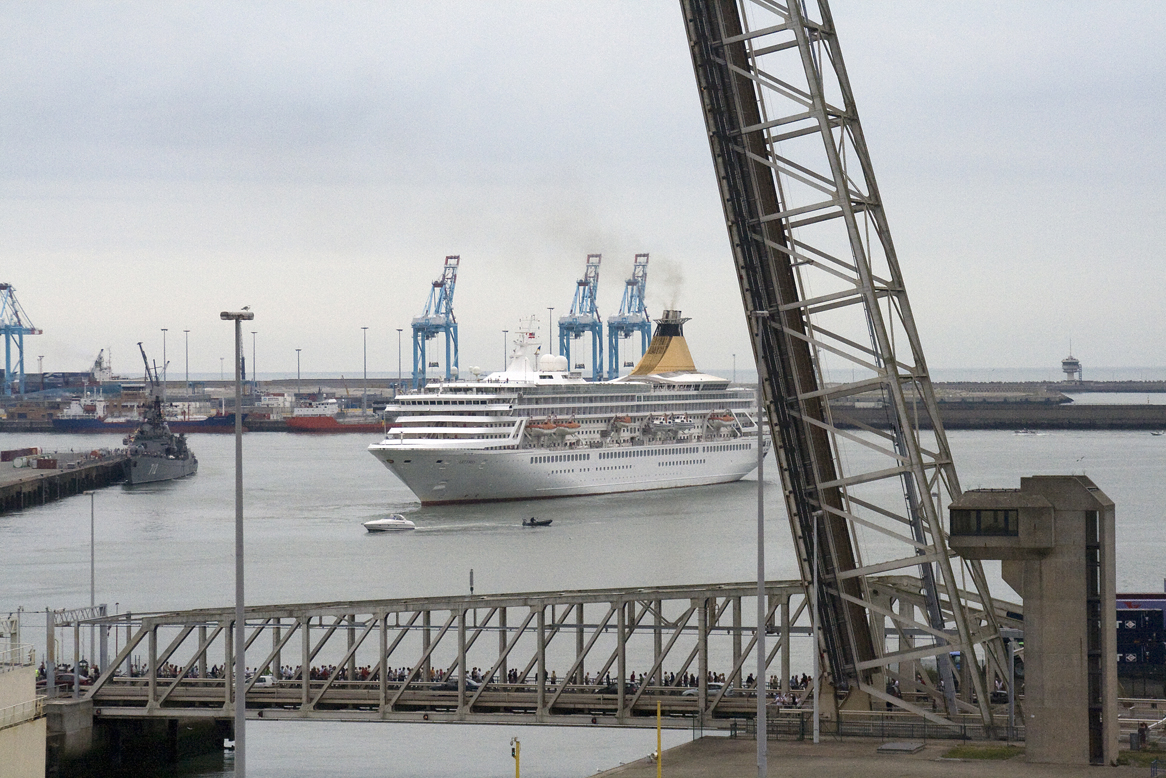
Een cruiseschip verlaat de haven. Op de voorgrond de Pierre Vandammesluisbruggen, waar ook de Kusttram over rijdt.
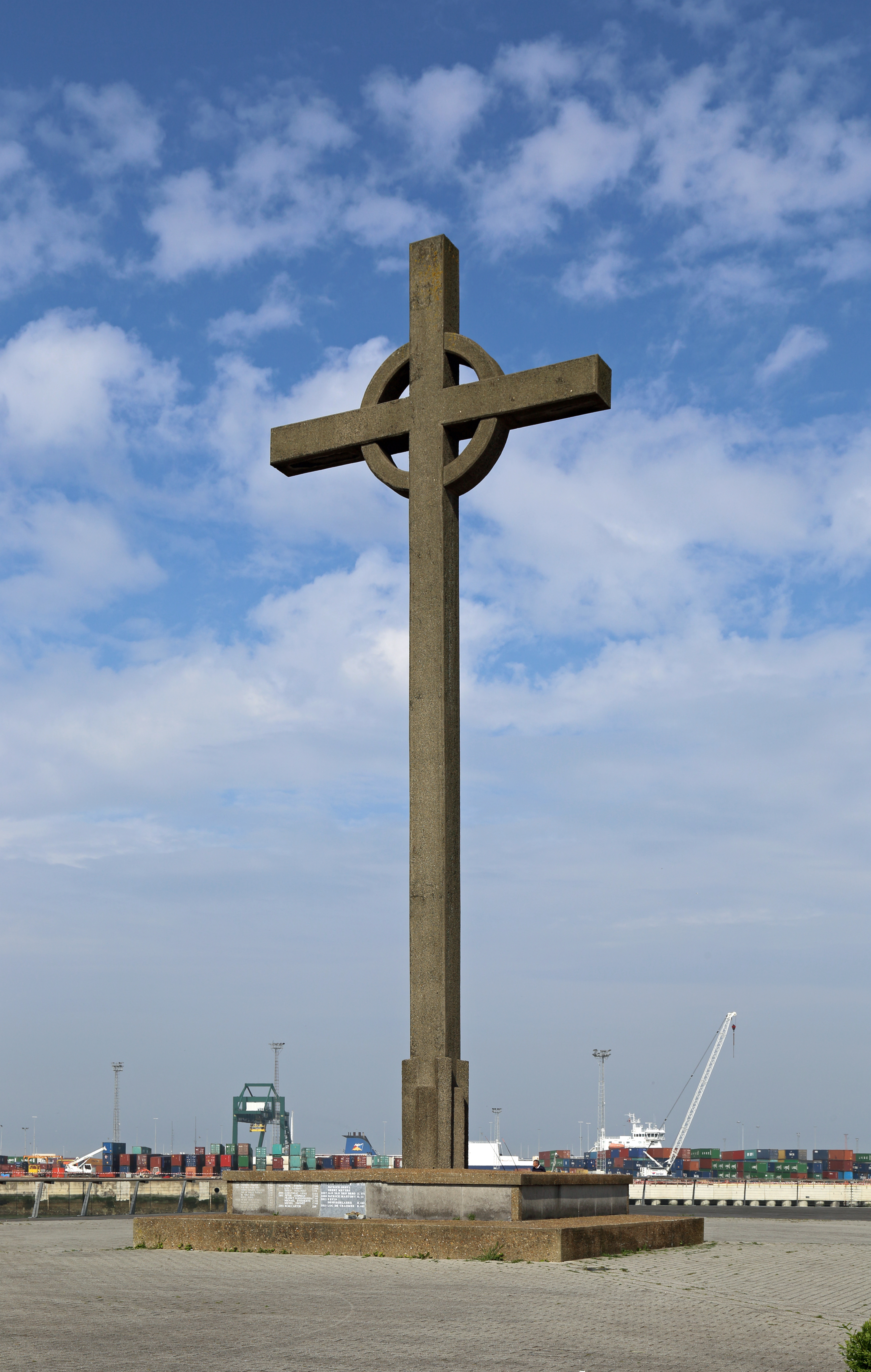
Visserskruis ter nagedachtenis van de op zee verdwenen vissers.
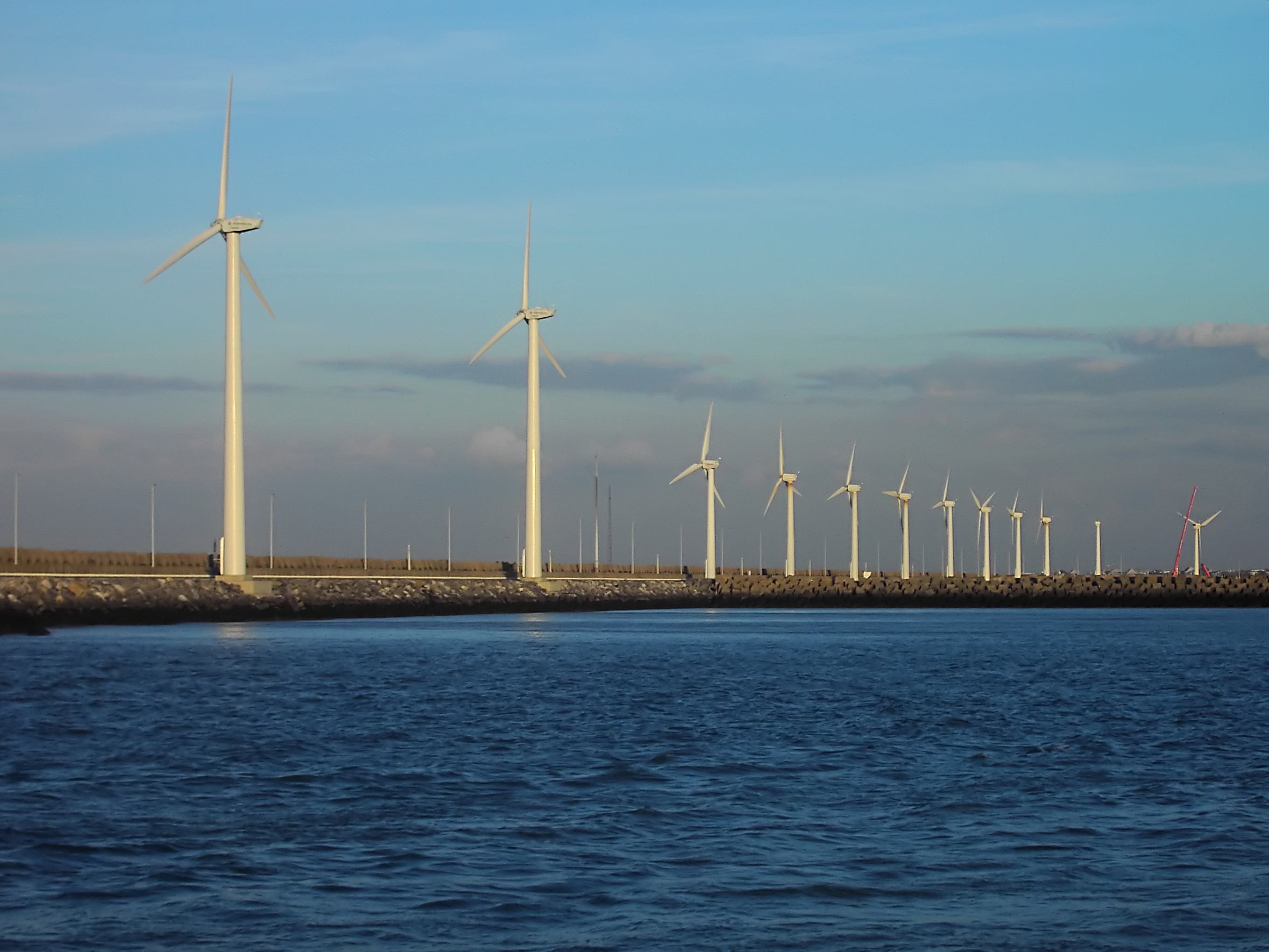
Windmolens op de rechterhavendam.
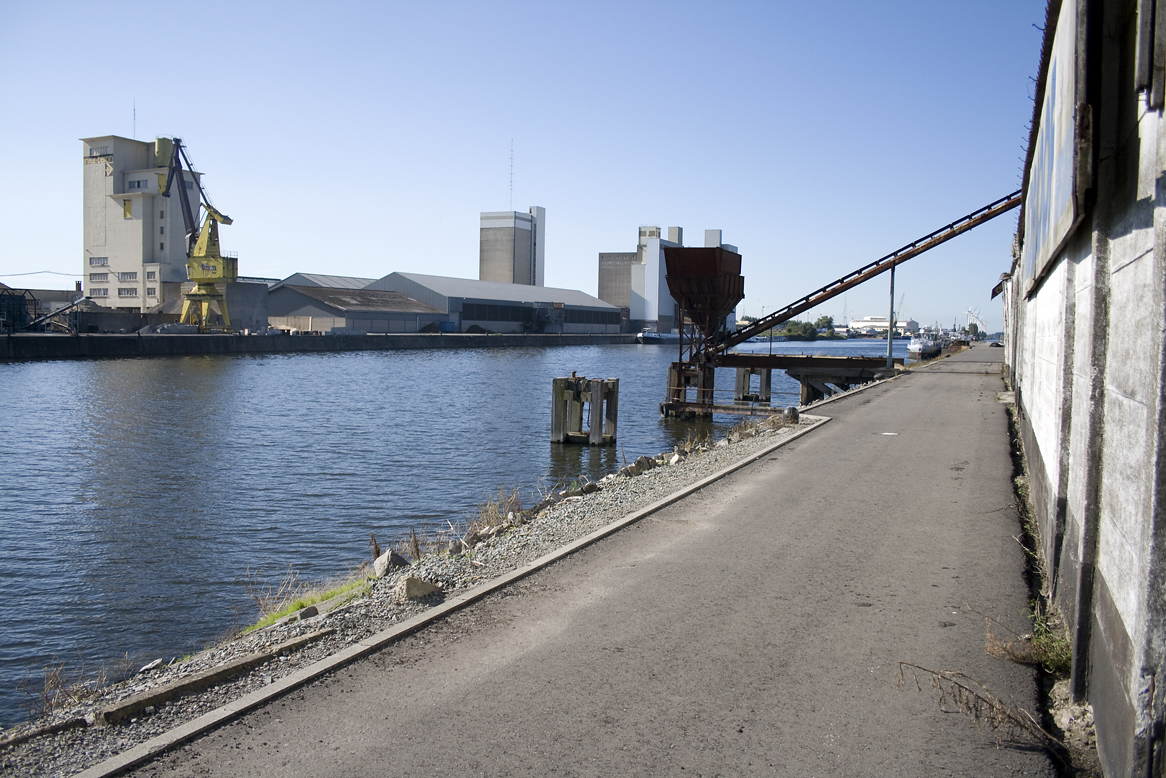
Emile Cousindok in de binnenhaven in Brugge.
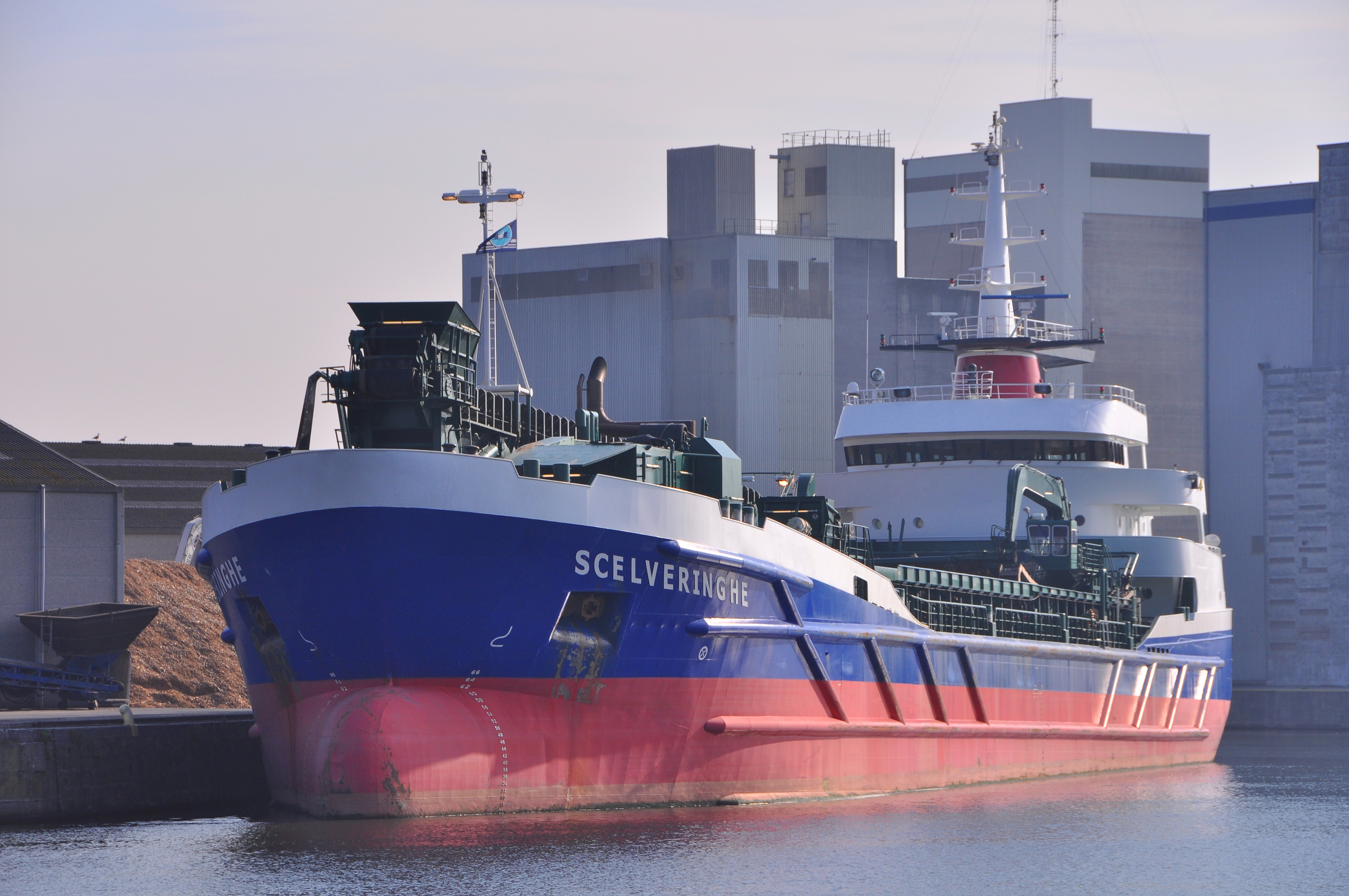
De Nederlandse hopperzuiger Scelveringhe, binnenhaven Brugge.

## Zusterhavens
- Haven van Tianjin (China) - sinds juni 1997
- Haven van Hakata (Japan) - sinds juli 1999
- Haven van Chennai (India) - sinds september 1999
- Haven van Klaipėda (Litouwen) - sinds maart 2006
- Haven van Tallinn (Estland) - sinds maart 2007
- Haven van Esbjerg (Denemarken) - sinds november 2007
- Haven van Pyongtaek (Zuid-Korea) - sinds mei 2009
- Haven van Mumbai (India) - sinds maart 2010
- Haven van Bujumbura (Burundi) - sinds mei 2010
- Haven van Keelung (Taiwan) - sinds mei 2010